# Luis Francisco Ladaria Ferrer
Mons. Luis Francisco kardinál Ladaria Ferrer, S.J. (* 19. dubna 1944) je španělský římskokatolický kněz, arcibiskup a člen Tovaryšstva Ježíšova, od července 2017 do roku 2023 prefekt Dikasteria pro nauku víry.

## Život
Narodil se 19. dubna 1944 v Manacoru. Studoval na Madridské univerzitě, kde roku 1966 promoval z práva. Dne 17. října 1966 vstoupil k Jezuitům. Po absolvování Papežské univerzity Comillas v Madridu a Školy filosofie a teologie Sankt Georgen ve Frankfurtu nad Mohanem, byl 29. července 1973 vysvěcen na kněze.
Na Papežské Gregoriánské univerzitě získal roku 1975 doktorát z teologie, diplomovou prací s názvem Duch svatý u sv. Hilaria z Poitiers. Poté se na Papežské univerzitě Comillas stal profesorem dogmatické teologie. Roku 1984 byl profesorem na Papežské Gregoriánské univerzitě a v letech 1986 až 1994 byl vicerektorem této univerzity. Roku 1992 se stal členem Mezinárodní teologické komise a o tři roky později konzultorem Kongregace pro nauku víry.
V březnu 2004 byl Ladaria Ferrer jmenován generálním sekretářem Mezinárodní teologické komise.
Dne 9. července 2008 byl ustanoven sekretářem Kongregace pro nauku víry a titulárním arcibiskupem thibickým. Do 22. dubna 2009 pokračoval ve službě generálního sekretáře Mezinárodní teologické komise, po jeho rezignaci nastoupil do této služby Mons. Charles Morerod, O.P.
Biskupské svěcení přijal 26. července 2008 z rukou kardinála Tarcisia Bertoneho a spolusvětiteli byli kardinál William Joseph Levada a biskup Vincenzo Paglia.
Dne 13. listopadu 2008 byl jmenován konzultorem Kongregace pro biskupy a 31. ledna 2009 konzultorem Papežské rady pro jednotu křesťanů. Dne 1. července 2017 byl jmenován prefektem Kongregace pro nauku víry, která byla v červnu 2022 přejmenována na Dikasterium pro nauku víry. V roce 2023 je ve funkci nahradil Víctor Manuel Fernández. 